# Tiki Barber
Atiim Kiambu "Tiki" Barber (Roanoke, Virginia, 7 de abril de 1975) é um ex-jogador de futebol americano da National Football League aonde atuou como running back entre 1997 e 2006 pelo New York Giants. É irmão gêmeo de Ronde Barber, também ex jogador da NFL. Barber se aposentou em 2007, a pedidos de sua esposa.
Tiki Barber foi ao Pro Bowl três vezes, nos anos de 2004, 2005 e 2006.

## Números na Carreira
- Corridas: 2 217
- Jardas terrestres: 10 449
- Jardas por corrida: 4,7
- Touchdowns: 55